# Zamłynie (Zduńska Wola)
Pour les articles homonymes, voir Zamłynie.
Zamłynie est une localité polonaise de la gmina et du powiat de Zduńska Wola en voïvodie de Łódź.